# Cao Yupeng
Cao Yupeng (Cantón, 27 de octubre de 1990) es un jugador de snooker chino.

## Biografía
Nació en la ciudad china de Cantón en 1990. Es jugador profesional de snooker desde 2011. No se ha proclamado campeón de ningún torneo de ranking, pero ha sido subcampeón en dos ocasiones: perdió 8-9 contra Neil Robertson en la final del Abierto de Escocia de 2017 y 0-4 ante Ryan Day en la del Abierto de Gibraltar de 2018. Sí ha logrado tejer una tacada máxima, que llegó en su partido de primera ronda del Abierto de Escocia de 2017 contra Andrew Higginson.